# 韓楫
韓楫（1528年—1605年），初字伯濟，改字伯通，號元川，晚号南山逸叟，山西平陽府蒲州守禦千戶所官籍直隸揚州府泰州人，明朝政治人物。

## 生平
嘉靖三十一年（1552年）山西鄉試第二十四名舉人。嘉靖四十四年（1565年）中式乙丑科會試第四名，二甲第四十七名進士。通政司观政，改翰林院庶吉士。
隆慶元年（1567年）三月，授刑科给事中，二年升工科右，四年復除兵科右，同年升吏科左給事中，升本科都給事中。隆慶五年（1571年）升太常寺少卿，提督四夷馆，六年升謄黄右通政，同年降调陕西左參議。万历二年（1574年）考察，閑住致仕。卒年七十八。

## 著作
著有《宫秘初稿》、《谏垣奏议》、《谏垣纪事》、《立朝纪事》凡若干卷。

## 家族
曾祖韓澤；祖父韓霐，義官；父韓玻，義官，累赠工科右给事中。母薛氏，贈孺人（与儿媳傅氏死于嘉靖三十四年冬十二月关中大地震）；本生父瓒，寿官封给事中；母王氏，贈孺人。兄韓柟、韓棣、弟韓栴（舉人）、韓松、韓栻（舉人）、韓模、韓〔木範〕。